# Olios crassus
Olios crassus là một loài nhện trong họ Sparassidae.
Loài này thuộc chi Olios. Olios crassus được Richard C. Banks miêu tả năm 1909.